# 木村愛二
木村 愛二（きむら あいじ、1937年〈昭和12年〉1月17日 - 2020年〈令和2年〉12月17日）は、日本のジャーナリスト、ホロコースト否定論者。木村書店代表。歴史見直し研究会代表。筆名に征矢野仁、徳永正樹。

## 来歴・人物
東京府生まれ。幼時を北京で過ごし、日本敗戦後の1946年に家族で中国から引き揚げた。大陸で、日本人収容所の収容所生活を経験している。帰国後、防衛大学校に入学する（第3期生）も、1955年に中退。東京大学に再入学する。1960年の60年安保の際には、国会へのデモに参加し、国会の南門を開ける役割を果たしている。また、この際に犠牲となった樺美智子を知る一人でもある（「樺美智子は、普段はデモに来なかったのに、あの日に限ってデモに来た」と、60年安保40周年を記念して開かれた討論会で回想している）。
1961年、文学部英文学科卒業。同年、日本テレビに入社、編成局、広報部、調査部などに勤務。その傍ら日本テレビの労働組合で活動し、日本共産党に入る（のちに離党）。
1972年、労使紛争により解雇されたことを不服として会社側を提訴。1988年に和解後退職。以後フリーランスとなる。メディア問題、古代アフリカ史問題、佐川急便問題などの著作を発表する。
1992年には、湾岸戦争（1991年）における内外の報道を検証した『湾岸報道に偽りあり』（緑風出版）を発表。この本の中で、イスラエルを建国したユダヤ人達が、実は聖書のユダヤ人とは全く別のハザール人である可能性があることや第二次大戦前から大戦中に、ナチスとシオニストの間に密かな協力関係が存在していた事実に言及し、更には、『アンネの日記』の信憑性に疑問を投げ掛ける声があることなどにも言及した。木村はフランス人のジャーナリストポール・ラッシニエがガス室による殺害がまったくなかったと主張した初めての人間であると称揚しているが、これは否認論者によって訳された英訳による見解であり、実際のラッシニエのフランス語版ではガス室の殺害数は「それほどではなかった」という見解である またフランスの否認論者ロベール・フォリソン、アメリカの歴史見直し研究所などと交流を持っている。
本書を読んだ西岡昌紀はこれを切っ掛けに木村の著作活動に関心を持ち、西岡がそれまでに収集して来たホロコースト見直し論に関する英文資料の提供を木村に申し入れた。これを切っ掛けに木村はホロコースト見直し論に関心を持ち、『噂の真相』1994年9月号に「『シンドラーのリスト』が訴えたホロコースト神話への大疑惑」を寄稿した。これ以前にも宇野正美などがしばしばホロコースト否定論に言及しており全くの先駆というわけではなかったが、後の『マルコポーロ』事件のような内外からの反発は招かなかった。また『噂の真相』におけるこの記事の発表と前後して、野坂昭如らと共に、西岡が立ち上げた情報操作研究会に参加し、「ガス室」問題についての討論に加わっている。
1995年1月、『マルコポーロ』事件が起きた際には、西岡の記者会見を準備し、アメリカのユダヤ人の立場から「ホロコースト」の再検証を提唱していたデイヴィッド・コール（David Cole）を日本に招くなどした。この後、西岡への批判をも混えた著書『アウシュヴィッツの争点』（リベルタ出版）を発表し、「ホロコースト」に対する再検証と、『マルコポーロ』事件の検証を行なった。
なお、この事件以前、『週刊金曜日』の本多勝一編集長が、木村に対して「ガス室」を再検証する立場からの連載を依頼していた（これについて、木村は、本多から送られた執筆依頼のファックスを公開している）。しかし、『マルコポーロ』事件後、本多が『週刊金曜日』において西岡と木村を攻撃したことから、それまで友好的であった木村と本多の関係は悪化した。1999年に、ホロコースト否定論を批判する『週刊金曜日』の記事により名誉を毀損されたとして著者の梶村太一郎と金子マーティン、そして『週刊金曜日』を東京地方裁判所に提訴し、1000万円の損害賠償を請求した。1999年に請求は棄却となり、この際裁判所は「ホロコーストは世界にあまねく認められた歴史的事実」という認定を行っている。
またこの間、1997年8月13日に梶村が木村を民衆扇動罪（ドイツ刑法第130条第3項）容疑でドイツ・ベルリン州地方裁判所内国家検察局に告発したが、ベルリン州同検察局は、日本国籍者同士の問題であると言う理由で、梶村の告発を受理していない。
1999年1月1日、Web週刊誌「憎まれ愚痴」を創刊。2000年1月1日から同誌を月刊総合誌とする。また五カ国語訳の『資本論』の通販を行っている。
2004年3月30日、小泉純一郎を「婦女暴行により逮捕歴を持つと報道された記事を読んで、精神的苦痛を受けた」との理由で東京地方裁判所に提訴し、慰謝料100万円を求めたが、同年7月15日、請求を棄却された。担当の原敏雄裁判官は「原告主張に係る被告に婦女暴行による逮捕歴があるとの事実は、伝聞にすぎず、確たる裏付けのないものであることが窺われる。このように、確たる根拠もないのに本件のような訴訟を提起して相手方に無用の負担をかけるのは、それ自体が不法な行為として責任を生ぜしめることになるので、この点を指摘しておく」と警告したが、木村の側では「形式上敗訴なれど主目的達成と波及効果で事実上の圧勝」としている。

## 著書
- 『古代アフリカエジプト史への疑惑』鷹書房、1974年5月20日。
- 征矢野仁名義『読売新聞・日本テレビ・グループ研究』〈同時代叢書〉、汐文社、1979年9月10日。
- テレビ文化研究会（編）、1980年4月1日『テレビ腐蝕検証』〈同時代叢書〉、汐文社。
- 徳永正樹名義『NHK腐蝕研究』〈同時代叢書〉、汐文社、1981年10月1日。
- 征矢野仁名義『読売グループ新総帥《小林与三次》研究』鷹書房、1982年6月10日。
- 『最高裁長官殺人事件』（汐文社）1991年
- 『湾岸報道に偽りあり : 隠された十数年来の米軍事計画に迫る』汐文社、1992年5月28日。
- 『マスコミ大戦争/読売vsTBS』（汐文社）1992年
- 『中曽根vs金・竹・小 : 激争 佐川疑獄と国際エネルギー利権抗争』汐文社、1993年5月7日。
- 『国際利権を狙うPKO』（緑風出版）1994年
- 『電波メディアの神話』（緑風出版）1994年
- 『アウシュヴィッツの争点』（リベルタ出版）1995年
- 『読売新聞・歴史検証』（汐文社）1996年
- 『9・11事件の真相と背景』（木村書店）木村愛二編著・三浦英明共著、2002年
- 『イラク「戦争」は何だったのか？』（木村書店）2003年
- 『外交官惨殺事件の真相と背景』（木村書店）2004年
- 『アフリカ大陸史を読み直す』第１巻 古代文明の母　第２巻「火砲」の戦国史（社会評論社）2007年
- 『湾岸報道に偽りあり』（木村書店）2004年
- 『ヒトラー・ホロコースト神話検証』（木村書店）2006年
- 『9・11/イラク戦争コード』（社会評論社）2006年
- 『社会主義に暴力と憎悪を導入した カール・マルクスの大罪　社会改革の道は労働組合が開く』（木村書店）2010年

## 訳書
- ロジェ・ガロディ著『偽イスラエル政治神話』（れんが書房新社）1998年